# Triandrophyllum eophyllum
Triandrophyllum eophyllum là một loài rêu tản trong họ Herbertaceae. Loài này được (R.M. Schust.) Gradst. mô tả khoa học lần đầu tiên năm 2001.